# Хардал
Хардал (ḥa ḫardal, хардаль, гірчичне зерно) — міра ваги, поширена в мусульманських країнах, рівна вазі одного гірчичного зерна. Хардал дорівнює 1/25 аруззи (aruzza — рисове зерно). Інакше хардал визначався як 1/70 срібної хабби (ḥabba або ḳamḥa — пшеничне зерно). У більшості ісламських країн (крім Іраку) хабба становила 1/60 маси срібного дирхама (2,97 г). Таким чином, 1 хардал = 1/4200 дирхама = 0,000707 г.